# Guerra dels Dos Peres
La guerra dels Dos Peres, que tingué lloc entre 1356 i 1375, enfrontà la Corona d'Aragó i el Regne de Castella i en certa manera fou també un conflicte personal entre els respectius monarques Pere el Cerimoniós i Pere el Cruel. Fou un dels episodis de la Primera Guerra Civil castellana en el context de la Guerra dels Cent Anys.

## Antecedents
Ja sobrepassat Lo Mal any primer (1333), però encara amb una demografia no recuperada per l'impacte d'epidèmies i fams, la corona aragonesa es trobava en una situació de feblesa. Les rutes comercials del Mediterrani resultaven interessants per a les exportacions castellanes, no tan afectada per l'epidèmia de pesta negra.
Els germanastres de Pere I de Castella es van convertir en una poderosa amenaça, i el més gran, Enric es va revoltar en 1354, i tot i aconseguir força èxit en els seus primers mesos, finalment va ser derrotat, i Enric va acabar exiliant-se a França a principis de 1356, mentre que altres nobles rebels van decidir fugir a la Corona d'Aragó, sent acollits per Pere el Cerimoniós.
Les causes de la guerra es troben en les pretensions del monarca castellà sobre les terres del sud del Regne de València, incloent-hi Múrcia, Elx, Alacant i Oriola, si bé el desencadenant és un episodi en què nou galeres catalanes, armades per mossèn Francesc de Perellós amb llicència del rei d'Aragó Pere el Cerimoniós, que anaven en auxili de França contra Anglaterra, van arribar a Sanlúcar de Barrameda a la recerca de vitualles i van capturar en aquelles aigües dos vaixells de la República de Gènova, que llavors es trobava en guerra amb Aragó. Pere el Cruel, que es trobava a l'esmentat port, va requerir Perellós perquè abandonés la seva presa; i com l'aragonès no ho fes, es va queixar a Pere el Cerimoniós, que tampoc li va fer cas.
El rei de Castella embarcà a Sevilla i perseguí amb algunes galeres Perellós fins a Tavira, però no va poder atrapar-lo. Segons una memòria de l'època, va ser el primer rei de Castella que es va embarcar per fer la guerra per mar. Si fins aquell moment havien tingut hostilitats, li declara la guerra. En la lluita entre els dos regnes cristians, Enric II de Castella (germanastre de Pere I de Castella) amb altres castellans va afavorir el rei d'Aragó Pere el Cerimoniós, i l'infant Ferran (germanastre de Pere d'Aragó i fill d'Elionor de Castella) va ajudar Pere el Cruel.

## Desenvolupament de la guerra
L'infant Ferran va reunir un exèrcit de 200 genets i Pere el Cruel 12 galeres de la República de Gènova prenent Alacant a principis de setembre de 1356. Pere va marxar a Sevilla mentre que Ferran va romandre a Alacant fins posar pràcticament tot el Senyoriu d'Oriola sota l'autoritat de Castella però Francesc i Hug de Cervià van recuperar Alacant el 4 d'octubre. L'infant Ferran va aconseguir escapar de la ciutat i va tractar de reunir nous soldats per contraatacar ràpidament, però va ser aturat el 17 d'octubre a Biar, on va patir una derrota al no aconseguir conquerir el seu castell.
L'any 1357, el rei de Castella va penetrar les terres d'Aragó i es va apoderar de Tarassona el 9 de març. En aquell temps va fer executar Juan de la Cerda, i el Cerimoniós va autoritzar a l'Infant Ferran a fer una ràtzia a l'horta de Múrcia i assetjar Cartagena, que no va aconseguir prendre. A instàncies d'un cardenal llegat, es va signar el 8 de maig entre ambdós reis una treva d'un any. Pere I el Cruel va tornar a Sevilla; una vegada més, va desatendre els consells del papa, que en un breu li recomanava respecte a la seva esposa legítima i va preparar les forces que havien de continuar la lluita contra Aragó. Per proporcionar-se recursos, va profanar els sepulcres d'Alfons X el Savi i de la reina Beatriu, desposseint-los de les joies de les corones.
Simone Boccanegra, que va pujar al poder de la República de Gènova després de la Guerra venecianogenovesa, es va aliar amb el Regne de Castella per atacar la Corona d'Aragó, aliada dels venecians, amb un estol de sis galeres comandades pel seu germà Egidi Boccanegra, amb què va prendre Guardamar el 1358.
Muhàmmad V de Gharnata, abans de ser derrocat, va unir-se als castellans contra Pere el Cerimoniós, participant, l'any 1358, en la presa de Jumella, i el 1359 atacant Oriola, i amb la flota castellana, genovesa i portuguesa que va participar en la presa, per segona vegada, de Guardamar, i amb l'amenaça a la costa, Pere el Cerimoniós va activar l'usatge princeps namque en defensa del territori. L'estol va desembarcar a la ciutat de València, defensada per Ramon Berenguer I d'Empúries, on la guarnició no va presentar batalla, i va reembarcar per combatre a les costes catalanes, on tot i l'intent de mediació de Guiu de Boulogne va ser derrotat en la Batalla naval de Barcelona i va significar el definitiu domini mediterrani dels catalans.
Pere el Cerimoniós, en veure que la seva frontera sud estava en perill, va enviar diverses companyies a cavall dirigides per Pere de Xèrica per defensar Oriola, Crevillent i Elx, i va dotar totes les fortaleses de municions i materials suficients.

### L'acció es trasllada a l'Aragó
Vuit-cents cavallers aragonesos, molts d'ells exiliats castellans al servei de la corona d'Aragó en temps d'Enric de Trastàmara, havien llançat una cavalcada en territori castellà, comandada pel mateix Enric de Trastàmara i el seu germà Tello, juntament amb els membres de la casa de Luna quan, prop de la ciutat castellana d'Ágreda, es va enfrontar i va derrotar una força castellana superior comandada per Juan Fernández de Henestrosa que protegia la frontera. Nombrosos nobles i cavallers castellans van morir, incloent-hi Henestrosa, mentre molts d'altres van ser capturats.
Després de la Batalla d'Araviana, el rei castellà va concentrar les seves tropes entre Daroca, Calataiud i Tarassona.
La primavera de 1360, Enric de Trastàmara va encapçalar una nova cavalcada contra Castella, però les forces de Pere el Cruel els van aturar a Nájera, derrotant els atacants, que es van retirar a la ciutat, i els soldats de Pere es van retirar.

### Pau efímera amb Aragó
A partir de 1361, Pere el Cruel conquerí les fortaleses de Verdejo, Torrijos, Alhama i d'altres; però tement un atac dels granadins, va accedir a les súpliques de Guiu de Boulogne i va acordar la pau de Terrer amb Pere el Cerimoniós (18 de maig), obligant-se ambdós reis a restituir-se els castells i llocs conquerits.
En juny de 1362, Pere I de Castella va efectuar a Sòria una entrevista amb el rei Carles II de Navarra el Dolent, prometent-se els dos mútua ajuda en quantes guerres emprenguessin, i va acordar una altra aliança amb Eduard III d'Anglaterra, i el seu fill, el príncep Negre, així anomenat pel color de les seves armes. Preparat d'aquesta manera, va envair el territori aragonès sense prèvia declaració de guerra, quan Pere el Cerimoniós es trobava a Perpinyà sense tropes, i en pocs dies va guanyar els castells d'Ariza, Atece, Terrer, Moros, Cetina i Alhama; però no va poder prendre Calataiud, encara que la va combatre amb tota classe de màquines. Sense portar més endavant les conquestes, va tornar a Sevilla.
El 1363, mentre Pere el Cerimoniós reunia el seu exèrcit a Saragossa per atacar el Regne de Castella, Pere el Cruel va fer seus els llocs de Fonts i Arándiga entre d'altres; va guanyar per sorpresa Tarassona; va entrar a Magallón i Borja (Aragó). També va rebre reforços del Regne de Portugal i el Regne de Navarra. Al seu torn, Pere el Cerimoniós va realitzar un tractat amb França i un altre de secret amb Enric II de Castella, el fill d'Alfons XI de Castella, estipulant que l'aragonès l'ajudaria amb totes les seves forces a conquerir el Regne de Castella, cedint-li Enric en premi la sisena part del que guanyessin. Pere I de Castella continuava endavant i adquiria les places de Cariñena i va arribar a les portes de Terol el 25 de març de 1363, amb un contingent de 600 cavallers del Regne de Granada comandats per Faraig ibn Ridwan el 1363 i 24 màquines de guerra que castigaven la ciutat de dia i de nit; i el jutge de Terol va obrir el portal de Sant Miquel el 3 de maig de 1363, i els castellans van arribar a controlar tota la ciutat durant algun temps. Des d'aquell llavors, va passar a conèixer-se i es denomina d'ara endavant el portal de la Traïció. Després de la conquesta de Terol, Pere el Cruel es va dirigir a València, prenent Alfambra, Villel i Morvedre, posant setge a València el 21 de maig, mentre prenia Almansa, Xiva, Bunyol, Benaguasil, Llíria i Alpont. A tot arreu deixava guarnicions, amb la qual cosa va disminuir les seves forces, i castigava cruelment els vençuts. Va arribar fins als murs de València, on va sostenir molts combats amb els seus habitants.
L'atac castellà al Regne de València va obligar el Cerimoniós a canviar de tàctica i portar el seu exèrcit al Regne de València, i quan el Cruel va saber que s'aproximava el Cerimoniós, es va retirar a Morvedre. El nunci apostòlic Juan de la Grange va aconseguir que s'acordés la pau de Morvedre (2 de juliol de 1363) entre els reis. Es diu que una de les condicions secretes va ser que Pere el Cerimoniós donaria mort a Enric II de Castella i a l'infant Ferran, que en efecte va ser assassinat poc després, i Carles II de Navarra va negociar amb el Cerimoniós i l'assistència de Enric de Trastàmara el Tractat d'Uncastillo, pel que establien la seva aliança contra Castella i França, i el repartiment de Castella. La pau de Morvedre, tanmateix, no va arribar a ratificar-se, i es van renovar les hostilitats a la frontera d'Aragó, 
Pere de Castella va penetrar (1364) pel Regne de València, sembrant el terror i apoderant-se d'Alacant, Elda, Gandia i altres castells, i Pere el Cerimoniós tornà a activar l'usatge princeps namque. Va arribar fins i tot a l'horta de València i va estar a punt de ser sorprès al Grau. Es produeix entre els dos monarques un intercanvi de cartes de duel, però mai no va arribar a produir-se, ja que l'aragonès exigia que Pere I de Castella acudís al camp de Nules, mentre que el castellà li citava davant dels murs de València, ciutat que tenia assetjada i al socors de la qual semblava natural que acudís el sobirà d'Aragó. Amb l'atac per terra de Pere el Cerimoniós i per mar d'Olf de Pròixida, els castellans es van retirar a Morvedre, que és recuperada el 14 de setembre de 1365, i poc més tard recuperaria Sogorb.

### Retorn d'Enric de Castella
Enric II de Castella, el germà de Pere I, contracta a França un exèrcit auxiliar de mercenaris anomenat companyies blanques (pel color de les banderes) amb Bertrand du Guesclin al comandament; i comptant a més amb l'auxili d'Aragó, va passar amb les seves tropes des d'aquest regne a Castella (març de 1366), i a Calahorra, que no va oferir resistència; va ser proclamat pels seus rei de Castella i Lleó, guanyant ben aviat les places de Navarrete i Briviesca.
Pere el Cruel va rebre aquestes notícies a Burgos i precipitadament va marxar a Sevilla. En aquell temps, va fer donar mort a Juan Fernández de Tobar, germà del governador que havia lliurat Calahorra. Al cap de vint-i-cinc dies, tot el regne es trobava sota l'obediència d'Enric, excepte Galícia, Sevilla i algunes ciutats i viles. Pere el Cruel fuig a Portugal, d'allà a Galícia, i embarcant-se a la Corunya es va traslladar a la ciutat francesa de Baiona, no sense abans ordenar la mort (29 de juny) del senyor Suero García, arquebisbe de Santiago. Aviat, Sevilla es va rendir a Enric.

### Aliança amb el príncep Negre

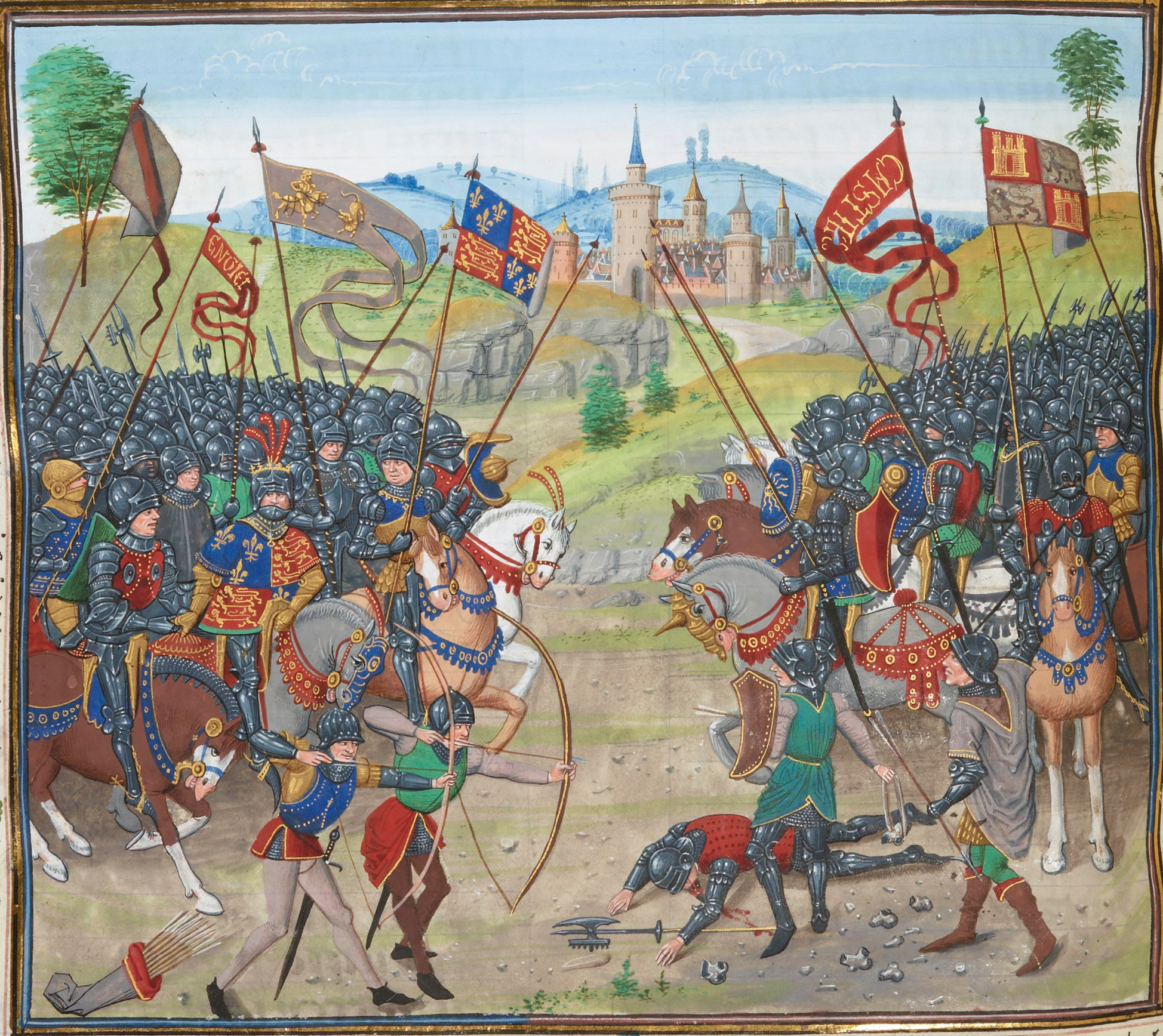
Batalla de Nàjera a partir d'un manuscrit del. A l'esquerra es pot veure Pere el Cruel amb Eduard de Woodstock, el príncep Negre

Fou llavors quan Pere el Cruel necessità l'ajuda d'Eduard de Woodstock, el príncep Negre, governador anglès d'Aquitània. Aquest va penetrar a la península amb tropes angleses i va derrotar Enric en la batalla de Nàjera el 1367. Tot i la brutal repressió contra els partidaris d'Enric, aquest aconseguí recobrar forces i va assetjar Toledo el 1368 i va derrotar Pere I en la batalla de Montiel el 1369.
Mentre es negociava la pau al mateix camp de batalla entre els dos germans, es va produir una baralla que acabà amb la mort de Pere en mans del seu germanastre Enric.
Amb aquesta mort, es va posar fi a la dinastia Borgonya al tron castellà per donar pas a la dinastia Trastàmara.

### Formalització de la pau
Tot i acabar-se la guerra amb la mort de Pere I de Castella, certs territoris conquerits per aquest continuaven en mans del rei castellà, la qual cosa mantenia una tensió amb el nou rei Enric.
El 1375 se signa el tractat d'Almazán, que posava fi a les discòrdies entre les corones de Castella i Aragó. Castella recuperà comarques que s'havien passat a l'obediència aragonesa, com el senyoriu de Molina, i al mateix temps s'acordà el matrimoni de la infanta Elionor d'Aragó (1358-1382), filla de Pere el Cerimoniós, amb Joan I de Castella, l'hereu d'Enric II de Castella.
Tanmateix, la guerra va buidar les arques de la corona castellana, provocant una crisi econòmica que es va veure agreujada per la pesta negra i altres desastres naturals, incloent-hi una gran sequera i diverses plagues de llagosta.